# 95
Năm 95 là một năm trong lịch Julius.